# Licnoptera crocodera
Licnoptera crocodera là một loài bướm đêm thuộc phân họ Arctiinae, họ Erebidae.